# Hernán Parra
Pour les articles homonymes, voir Parra.
Parra  Suárez est un nom espagnol. Le premier nom de famille, en général paternel, est Parra ; le second, en général maternel, souvent omis, est Suárez.
Hernán Darío Parra Suárez, né le 28 juillet 1991, est un coureur cycliste colombien.

## Palmarès
- 2015
  - 2ea étape du Tour de Guadeloupe
- 2018
  - 3e épreuve des Six Jours du Crédit agricole[1]

## Classements mondiaux
| Année           | 2015 |
| --------------- | ---- |
| UCI Europe Tour | 936e |